# Alexander Anton Rosenberg
Alexander Anton Rosenberg  (* 21. Augustjul. / 2. September 1839greg. in Carolinenhof bei Fennern; † 27. Mai 1926 in Dorpat) war ein deutschbaltischer Anatom.

## Leben

### Herkunft und Familie
Rosenberg war der Sohn eines Glashüttenbesitzers Carl Rosenberg und von Emilie Graubner. 1879 heiratete er Lisa Unterberger, Tochter des Veterinärmediziners Friedrich Unterberger. Sein Bruder Emil Woldemar Rosenberg war Anatomie-Professor in Dorpat.

### Werdegang
Rosenberg besuchte die Schulen in Weißenstein und Pernau. Ab 1858 studierte er Medizin an der Kaiserlichen Universität Dorpat und wurde dort 1867 mit der Schrift Untersuchungen über die Entwicklung der Teleostier-Niere zum Dr. med. promoviert. 1868 wurde er stellvertretender Adjunkt an der Universität, 1873 außerordentlicher und 1876 ordentlicher Professor für Zootomie und Physiologie am Veterinärinstitut. Bei Russifizierung der Universität Dorpat wurde er 1893 entlassen, verwaltete aber weiter bis 1915 die Bibliothek des Veterinärinstituts und war ab 1898 dessen Ehrenmitglied. Er war Wirklicher Staatsrat.
Er befasste sich mit der Entwicklung von Gliedmaßen bei Tieren und trug eine große Skelettsammlung zusammen.
Am 4. September 1886 wurde er mit der Matrikel-Nr. 2620 Mitglied der Leopoldina, 1925 Ehrenmitglied. 1896 wurde er korrespondierendes Mitglied der Gesellschaft für Geschichte und Altertumskunde der Ostseeprovinzen Russlands (GGuA) und der Gelehrten Estnischen Gesellschaft. 1905 wurde er Ehrenmitglied der Altertumsforschenden Gesellschaft zu Pernau und 1913 der Ehstländischen Literärischen Gesellschaft.

## Schriften
- Untersuchungen über die Entwicklung der Teleostier-Niere. Heinrich Laakmann, Dorpat 1867  (Digitalisat)
- Ueber die Entwicklung des Extremitäten-Skeletes bei einigen durch Reductionen ihrer Gliedmassen characterisirten Wirbelthieren. In: Zeitschrift für wissenschaftliche Zoologie, 23, Leipzig 1873, S. 116–169, Taf. V-VII (Digitalisat)